# 花卷卷管螺
花卷卷管螺（学名：Gemmula pseudogranosa），是新腹足目卷管螺科珠环卷管螺属的一种。主要分布于台湾，常栖息在泥沙质海底。